# Decachorda citrinarius
Decachorda citrinarius är en fjärilsart som beskrevs av Stoneham 1962. Decachorda citrinarius ingår i släktet Decachorda och familjen påfågelsspinnare. Inga underarter finns listade i Catalogue of Life.